# Amalie Stahl
Amalie Stahl, auch Amalia (geboren um 1855; gestorben nach 1897), war eine mutmaßlich österreichische Opernsängerin der Stimmlage Alt. Sie war nur kurz an der Wiener Hofoper fest engagiert und absolvierte danach eine internationale Karriere in ganz Europa und Südamerika.

## Leben, Werk
Über Amalie Stahl gibt es kaum biografische Angaben, nur viele der Rollen, die sie sang, sind bekannt. Sie absolvierte ihre Ausbildung bei der berühmten Mezzosopranistin und Gesanglehrerin Mathilde Marchesi de Castrone (1821–1913) in Wien und sie debütierte 1878 an der k.u.k. Hofoper zu Wien. Die Datenbank der Wiener Staatsoper nennt als ersten Auftritt die Amneris in Verdis Aida am 25. Mai 1878, doch ist die Datenbank erst ab 1951 fertig gestellt. Im selben Jahr übernahm sie Erda, Schwertleite und Waltraute im Wagnerischen Ring des Nibelungen, wobei es sich bei Siegfried und Götterdämmerung um Wiener Erstaufführungen handelte. Sie blieb nur drei Jahre an der Hofoper, baute sich aber rasch ein breites Repertoire auf, welches wichtige Werke des italienischen, des französischen und des deutschen Faches umfasste.
Ab 1881 war sie unentwegt auf Reisen. Zuerst gastierte sie in Bologna, als Amneris und in der Uraufführung einer Oper von Stefano Gobatti. Kunkel's Musical Review kündigte in der April-Ausgabe von 1882 an, dass sie an die Scala in Mailand verpflichtet worden sei. 1882 und 1883 konnte man sie am Royal Opera House Covent Garden in London hören, als Amneris, Ortrud und in einer luxuriös besetzten Uraufführung, Velléda von Charles Lenepveu, mit Adelina Patti, Ernest Nicolini, Édouard de Reszke, Antonio Cotogni und Alvina Valleria. 1884 war sie am Teatro Verdi von Padua engagiert, als Laura in La Gioconda. 1885 erfolgte die erste Reise nach Südamerika, wo sie am Teatro de l’Opera von Buenos Aires und am Teatro Pedro II. von Rio de Janeiro auftrat. 1887 und 1888 sang sie in drei Opernhäusern von Rom, im Costanzi, im Apollo und im Argentina. 1889 war sie gemeinsam mit Julián Gayarre am Teatro San Carlo von Neapel verpflichtet, als Leonora in La favorita. 1890 war sie wiederum in Buenos Aires zu sehen und zu hören. Zur Jahreswende 1890/91 war sie am Teatro Real von Madrid engagiert, als Azucena, Angelina, Page Urbain und als Königin im Hamlet. Von 1891 bis 1896 gastierte sie mehrfach mit italienischen Truppen im Aquarium von St. Petersburg, als Siebel, Maddalena und Pierotto, später auch als Ortrud, Ulrica und Azucena. Dazwischen lag 1892 ein Engagement am Teatro Massimo von Palermo. 1897 war sie – als Lidora – wiederum in Rom zu Gast. Danach gibt es keine Spur mehr.
Auch Amalies jüngere Schwester Henriette Stahl (geb. 1858 in Tarnów, verheiratete Jaff, gest. 1914 in Wien) war Sängerin.

## Rollen (Auswahl)

### Uraufführung
- 15. Dezember 1880: Bianca von Ignaz Brüll – Wiener Staatsoper (Rolle: Claudia)
- 6. Dezember 1881: Cordelia von Stefano Gobatti – Teatro Comunale di Bologna
- 4. Juli 1882: Velléda von Charles Lenepveu – Royal Opera House Covent Garden (London)

### Repertoire
| Auber: - Königin in Carlo Broschi oder des Teufels Anteil Bizet: - Titelpartie in Carmen Delibes: - Simone in Jean de Nivelle Donizetti: - Maffio Orsini in Lucrezia Borgia - Leonora in La favorita - Pierotto in Linda di Chamounix Franchetti: - Lidora in Asrael Gounod: - Siebel in Faust Massé: - Mela in Paul et Virginie Meyerbeer: - Page Urbain in Die Hugenotten - Fidès in Der Prophet Mozart: - Dritte Dame in Die Zauberflöte - Annio im Titus |  | Nicolai: - Frau Reich in Die lustigen Weiber von Windsor Ponchielli: - Circa und Laura in La Gioconda Rossini: - Angelina in La Cenerentola - Hedwige in Guillaume Tell Thomas: - Königin im Hamlet Verdi: - Ulrica in Ein Maskenball - Maddalena in Rigoletto - Azucena in Der Troubadour - Amneris in Aida Wagner: - Ortrud in Lohengrin - Erda in Das Rheingold - Schwertleite in Die Walküre - Erda in Siegfried - Waltraute in Götterdämmerung Weber: - Puck in Oberon, König der Elfen |